# Josep Duch i Basils
Josep Duch i Basils (Vic, 1817 – Barcelona, 1877) fou un metge català.

## Publicacions
- De la versión podálica y de los casos de distocia que reclaman dicha operación. Barcelona: Librería Plus Ultra, 1861.
- «Paraplegia ascendente progresiva, con paralisis de la vegiga y recto, curación por la estricnina». Compilador Médico, Núm. 70 (1868), p. 16-520.
- «Paraplegia ascendente progresiva, con parálisis de la vejiga y recto; curación por la estrignina». El Genio Médico Quirúrgico, Núm. 618 (1868), p. 327-329.
- «Estudios tocólogo-ginecológicos. De la eclampsia puerperal». Revista de Ciencias Médicas de Barcelona (1875), p. 102-109, 205-214, 255-258, i (1876), p. 104-107, 153-156, 201-210.
- «Ventajas y perjuicios de la intervencion ó no intervencion del arte, en el alumbramiento». La Independencia Médica. Vol. XIII, núm. 3 (1877), p. 30-32.